# UFC on ESPN: Rodriguez vs. Waterson
UFC on ESPN: Rodriguez vs. Waterson (também conhecido como UFC on ESPN 24 e UFC Vegas 26) foi um evento de MMA produzido pelo Ultimate Fighting Championship no dia 8 de maio de 2021, no UFC Apex em Las Vegas, Nevada.

## Background
Uma luta no peso galo entre T.J. Dillashaw e Cory Sandhagen era esperada para servir como luta principal da noite. Entretanto, Dillashaw sofreu uma lesão e a luta foi cancelada. Marina Rodríguez e Michele Waterson aceitaram realizar o evento principal com 11 dias de aviso prévio.

## Card Oficial
Nota 1Nchukwi foi punido 1 ponto no 2º round devido a ataques repetidos na virilha. 

## Bônus da Noite
Os lutadores receberam US$50.000 de bônus:
- Luta da Noite:  Gregor Gillespie vs.  Diego Ferreira
- Performance da Noite:  Alex Morono e  Carlston Harris